# Poggio San Vicino
Poggio San Vicino ist eine Gemeinde (comune) in der Provinz Macerata in der Region Marken in Italien. Sie hat 218 Einwohner (Stand 31. Dezember 2023). Poggio San Vicino liegt etwa 32 Kilometer westnordwestlich von Macerata, gehört zur Comunità montana del San Vicino und grenzt unmittelbar an die Provinz Ancona. Bis 1929 hieß die Gemeinde noch Ficano.